# Cesare Orsenigo

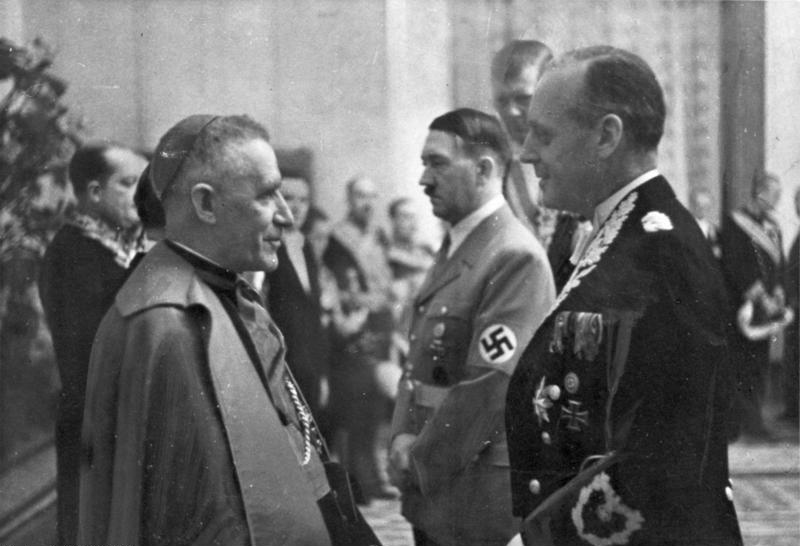
Cesare Orsenigo, 1939

Cesare Orsenigo (* 13. Dezember 1873 in Villa San Carlo, Valgreghentino, Italien; † 1. April 1946 in Eichstätt) war ein italienischer Geistlicher und von 1930 bis 1945 Apostolischer Nuntius in Deutschland.

## Leben

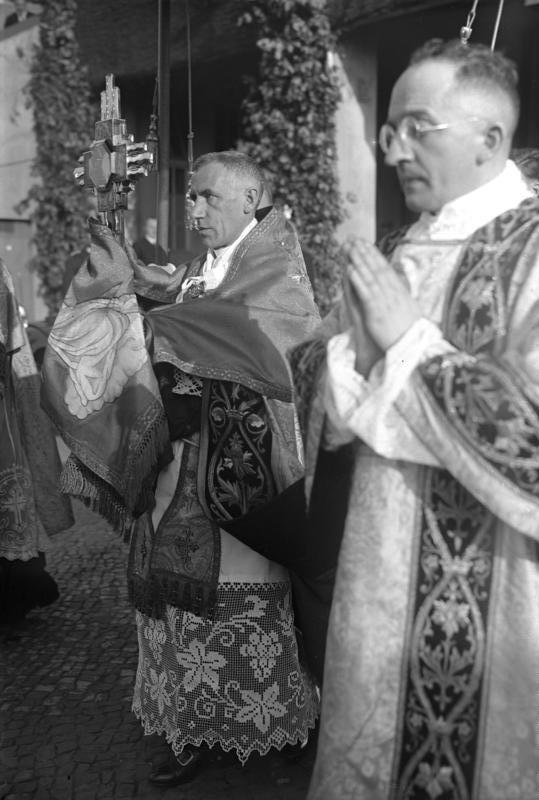
Orsenigo bei einer Messe in Berlin zum zehnten Papstkrönungstag, 1932

Cesare Orsenigo studierte am Priesterseminar in Mailand. Er empfing am 5. Juli 1896 die Priesterweihe. Danach war er zunächst Kaplan in Dairago, dann in Mailand. Später wurde er Pfarrer von San Fedele in Mailand. 1912 wurde er schließlich Mitglied des Domkapitels von Mailand. Noch als Pfarrer in Mailand lernte er Achille Ratti kennen, der bald darauf Papst Pius XI. werden sollte. Gemeinsam gaben sie von 1908 bis 1910 die erzdiözesane Zeitschrift San Carlo heraus.
Orsenigo schätze Achille Ratti sehr, ebenso wie dieser ihn schätzte. In diesem Zusammenhang ist es nicht verwunderlich, dass Achille Ratti nach seiner Wahl zum Papst Orsenigo am 23. Juni 1922 zum Titularerzbischof von Ptolemais in Libya erhob und zum Apostolischen Nuntius in den Niederlanden ernannte. Die Bischofsweihe spendete ihm am 29. Juni 1922 der damalige Camerlengo und Kardinalstaatssekretär Pietro Gasparri. Mitkonsekratoren waren der Präsident der Päpstlichen Diplomatenakademie, Erzbischof Giovanni Maria Zonghi, und Kurienbischof Agostino Zampini OESA.
Orsenigo hielt sich bis zu seiner Ernennung zum Apostolischen Nuntius in Ungarn im Sommer 1925 in Den Haag auf. Am 25. April 1930 wurde er Apostolischer Nuntius in Deutschland, da sein Vorgänger, der Nuntius Eugenio Pacelli zum Kardinal ernannt und nach Rom abberufen worden war. Sein Bestätigungsschreiben der Regierung erhielt Orsenigo am 2. Mai 1930 von Reichspräsident Paul von Hindenburg.
Am 4. Mai 1939 besuchte Orsenigo Adolf Hitler auf dem Obersalzberg und trug ihm den Vorschlag von Papst Pius XII. vor, eine Konferenz der Staaten Deutschland, Frankreich, Großbritannien, Italien und Polen einzuberufen, um einem drohenden Krieg entgegenzuwirken. Adolf Hitler zeigte jedoch nur sehr oberflächliches Interesse und verwies auf das seiner Meinung nach vorhandene Recht des starken Deutschlands.
Am 21. Juni 1942 weihte Orsenigo als Hauptkonsekrator den neuen Erzbischof von Köln, Joseph Frings, im Kölner Dom.
Am 21. Juni 1943 entsandte Pius seinen Nuntius in Berlin zu Hitler. Orsenigo berichtete:

„In allerhöchstem Auftrag bin ich vor einigen Tagen nach Berchtesgaden geflogen. Ich wurde vom Führer und Kanzler Hitler empfangen, aber sobald ich das Thema Juden und Judentum … angeschnitten hatte, drehte sich Hitler ab, ging ans Fenster und trommelte mit den Fingern gegen die Scheibe. Sie können sich vorstellen, wie peinlich es mir war, im Rücken meines Gesprächspartners mein Vorhaben vorzutragen. Ich tat es trotzdem. Dann drehte sich plötzlich Hitler um, ging an einen Tisch, wo ein Glas Wasser stand, faßte es und schleuderte es wütend auf den Boden. Mit dieser hochdiplomatischen […] Geste durfte ich meine Mission als beendet und gleichzeitig leider als abgelehnt betrachten.“

Mit dem sich verschärfenden Luftkrieg wurde die Residenz Orsenigos im August 1943 nach Prötzel östlich Berlins verlegt und damit räumlich von der Nuntiatur getrennt.
Als einer der wenigen internationalen Diplomaten in Berlin erlebte er von Anfang bis Ende den Aufstieg und den Fall des NS-Regimes in Deutschland mit. Am 8. Februar 1945 legte er sein Amt als Nuntius in Deutschland gegen den Willen des Papstes nieder und verließ Berlin angesichts der anrückenden Sowjets in Richtung Eichstätt, wo er im Alter von 72 Jahren starb.